# Lee Sang-hun (futbolista)
Lee Sang-hun (en coreano: 이상헌; nacido el 11 de octubre de 1975 en Gyeongju, Gyeongsang del Norte) es un exfutbolista y actual entrenador surcoreano. Jugaba de defensa y su último club fue el Yongin Citizen de Corea del Sur. Actualmente no dirige a ningún equipo tras ser segundo entrenador en la Escuela Secundaria de Singal, oriunda de su país natal.
Lee desarrolló la mayor parte de su carrera en F.C. Seoul, anteriormente conocido como Anyang LG Cheetahs. Además, fue internacional absoluto por la Selección de fútbol de Corea del Sur y disputó la Copa Mundial de la FIFA 1998.

## Trayectoria

### Clubes como futbolista
| Club               | País          | Año         |
| ------------------ | ------------- | ----------- |
| Anyang LG Cheetahs | Corea del Sur | 1998 - 2003 |
| Incheon United     | Corea del Sur | 2004 - 2006 |
| Yongin Citizen     | Corea del Sur | 2009        |

### Selección nacional como futbolista
| Selección | País          | Año         |
| --------- | ------------- | ----------- |
| Sub-23    | Corea del Sur | 1995 - 1996 |
| Absoluta  | Corea del Sur | 1997 - 2003 |

### Clubes como entrenador
| Club                                     | País          | Año         |
| ---------------------------------------- | ------------- | ----------- |
| Yongin Citizen (asistente)               | Corea del Sur | 2007        |
| Escuela Secundaria de Singal (asistente) | Corea del Sur | 2009 - 2012 |
| Escuela Secundaria de Singal (asistente) | Corea del Sur | 2016        |

## Estadísticas

### Como futbolista

#### Clubes
| Rendimiento de club | Rendimiento de club | Rendimiento de club | Liga  | Liga  | Copa    | Copa    | Copa de la Liga | Copa de la Liga | Continental | Continental | Total | Total |
| Año                 | Club                | Liga                | Part. | Goles | Part.   | Goles   | Part.           | Goles           | Part.       | Goles       | Part. | Goles |
| Corea del Sur       | Corea del Sur       | Corea del Sur       | Liga  | Liga  | KFA Cup | KFA Cup | Copa de la Liga | Copa de la Liga | Asia        | Asia        | Total | Total |
| ------------------- | ------------------- | ------------------- | ----- | ----- | ------- | ------- | --------------- | --------------- | ----------- | ----------- | ----- | ----- |
| 1998                | Anyang LG Cheetahs  | K-League            | 2     | 0     | ?       | ?       | 1               | 0               | -           | -           |       |       |
| 1999                | Anyang LG Cheetahs  | K-League            | 10    | 0     | ?       | ?       | 9               | 0               | ?           | ?           |       |       |
| 2000                | Anyang LG Cheetahs  | K-League            | 21    | 0     | ?       | ?       | 10              | 2               | ?           | ?           |       |       |
| 2001                | Anyang LG Cheetahs  | K-League            | 1     | 0     | ?       | ?       | 0               | 0               | ?           | ?           |       |       |
| 2002                | Anyang LG Cheetahs  | K-League            | 1     | 0     | ?       | ?       | 0               | 0               | ?           | ?           |       |       |
| 2003                | Anyang LG Cheetahs  | K-League            | 20    | 1     | 1       | 0       | -               | -               | -           | -           | 21    | 1     |
| 2004                | Incheon United      | K-League            | 17    | 1     | 1       | 0       | 3               | 0               | -           | -           | 21    | 1     |
| 2005                | Incheon United      | K-League            | 8     | 1     | 0       | 0       | 0               | 0               | -           | -           | 8     | 1     |
| 2006                | Incheon United      | K-League            | 10    | 1     | 1       | 0       | 1               | 0               | -           | -           | 12    | 1     |
| Total               | Corea del Sur       | Corea del Sur       | 90    | 4     |         |         | 24              | 2               |             |             |       |       |
| Total carrera       | Total carrera       | Total carrera       | 90    | 4     |         |         | 24              | 2               |             |             |       |       |

#### Selección nacional
Fuente:
| Selección de Corea del Sur | Selección de Corea del Sur | Selección de Corea del Sur |
| Año                        | Part.                      | Goles                      |
| -------------------------- | -------------------------- | -------------------------- |
| 1997                       | 3                          | 0                          |
| 1998                       | 11                         | 0                          |
| 1999                       | 1                          | 0                          |
| 2000                       | 0                          | 0                          |
| 2001                       | 0                          | 0                          |
| 2002                       | 0                          | 0                          |
| 2003                       | 1                          | 0                          |
| Total                      | 16                         | 0                          |

##### Participaciones en fases finales
| Torneo                         | Sede    | Resultado    | Partidos | Goles |
| ------------------------------ | ------- | ------------ | -------- | ----- |
| Juegos Olímpicos de 1996       | Atlanta | Primera fase | 3        | 0     |
| Copa Mundial de Fútbol de 1998 | Francia | Primera fase | 1        | 0     |